# Église Saint-Étienne de Bar-sur-Seine
L'église Saint-Étienne est une église située sur la commune de Bar-sur-Seine, dans le département de l'Aube.

## Historique
Dépendant de l'abbaye Saint-Michel de Tonnerre, le prieuré de la Trinité avait pour siège le maître autel de l'église. Celui-ci était un don d'Amaury et sa femme Marie devant Guy de Rochefort, évêque de Langres. 
L'édifice est classé au titre des monuments historiques par arrêté du 10 juillet 1907.

## Description
L'église qui date du XVIe siècle et du XVIIe siècle, mesure 56 mètres de longueur, 25,7 mètres de largeur et 19 mètres de hauteur dans la nef. Elle présente une abside à trois pans.

### Peintures

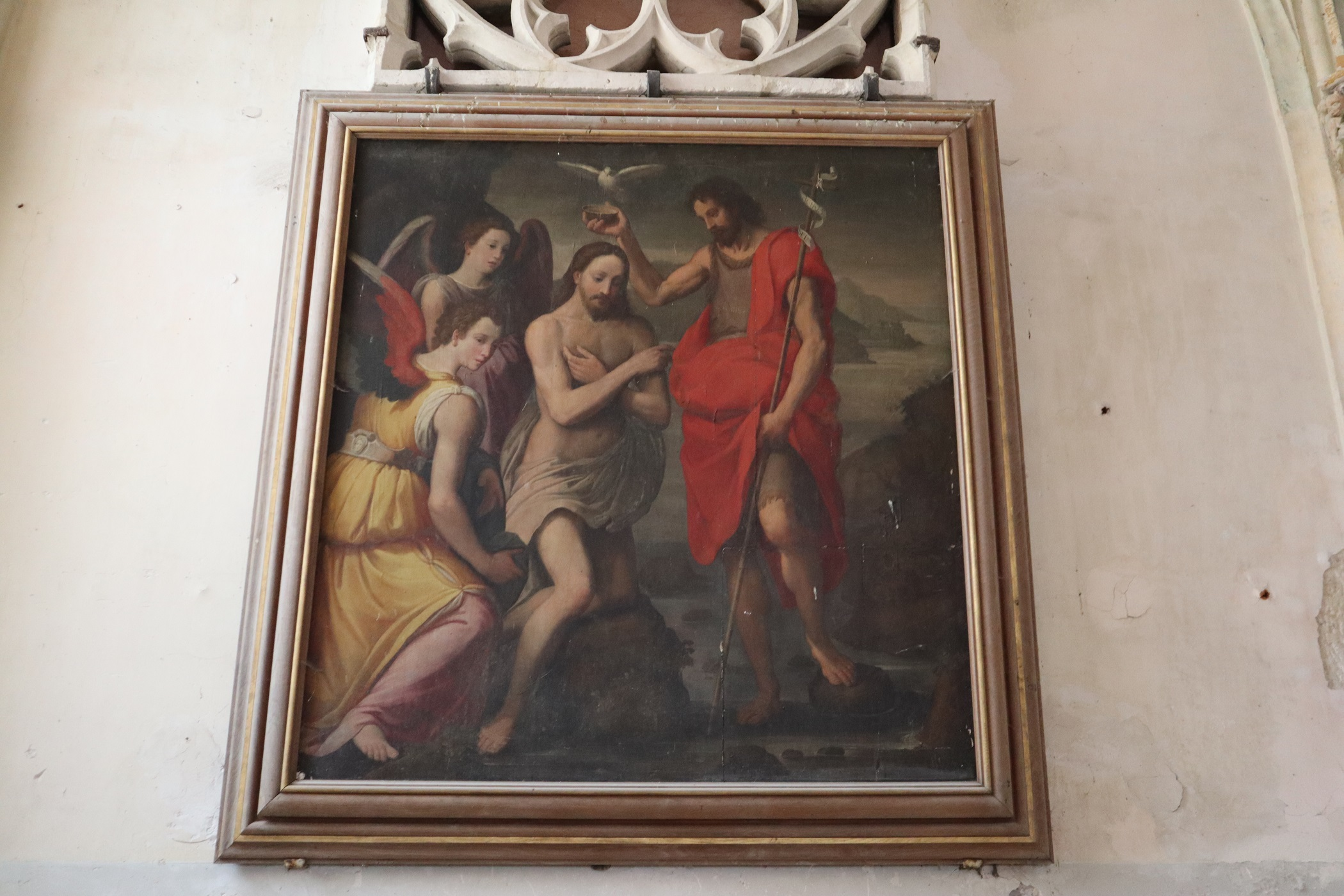
Baptême du Christ, XVIIe siècle
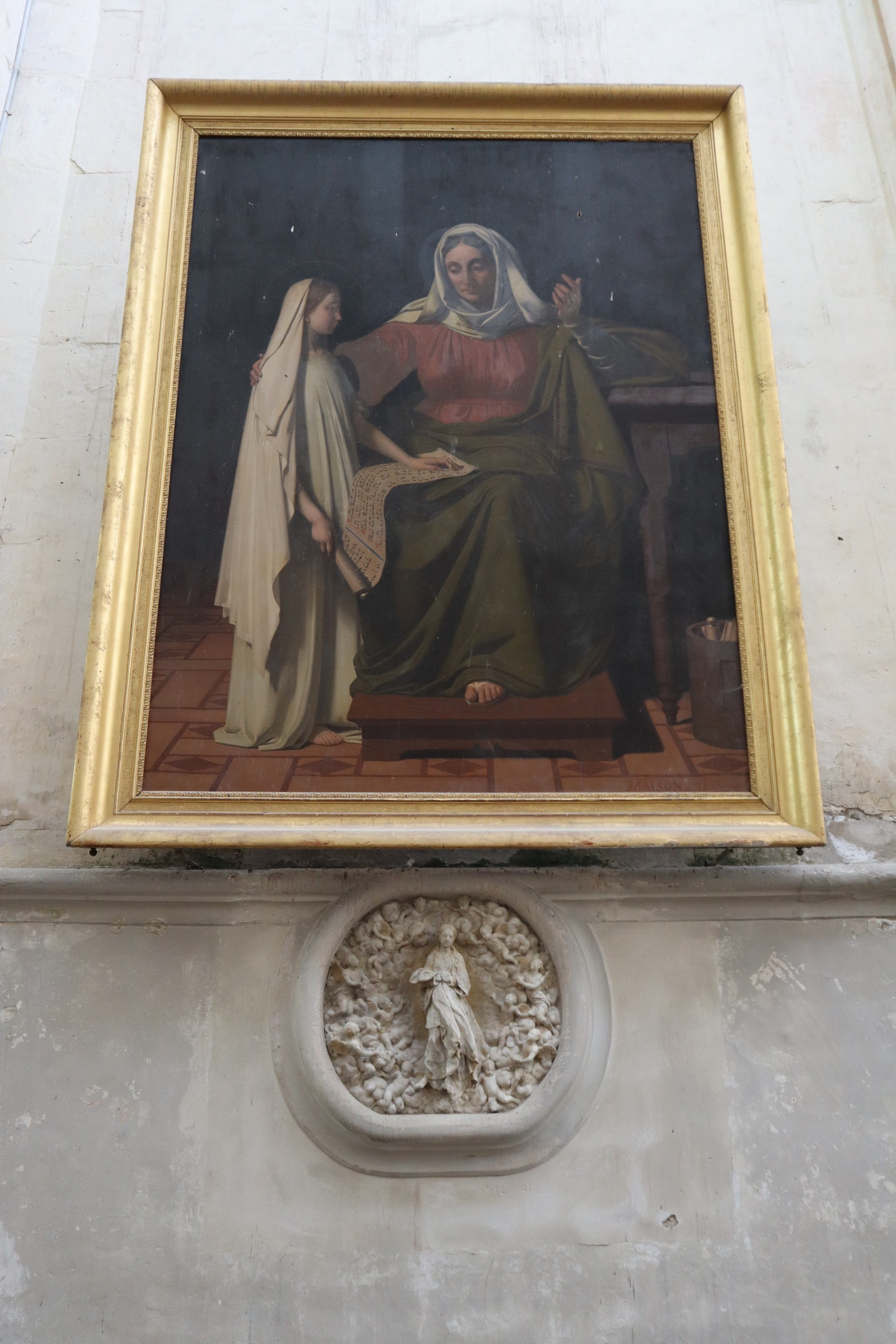
éducation de Marie, 1842
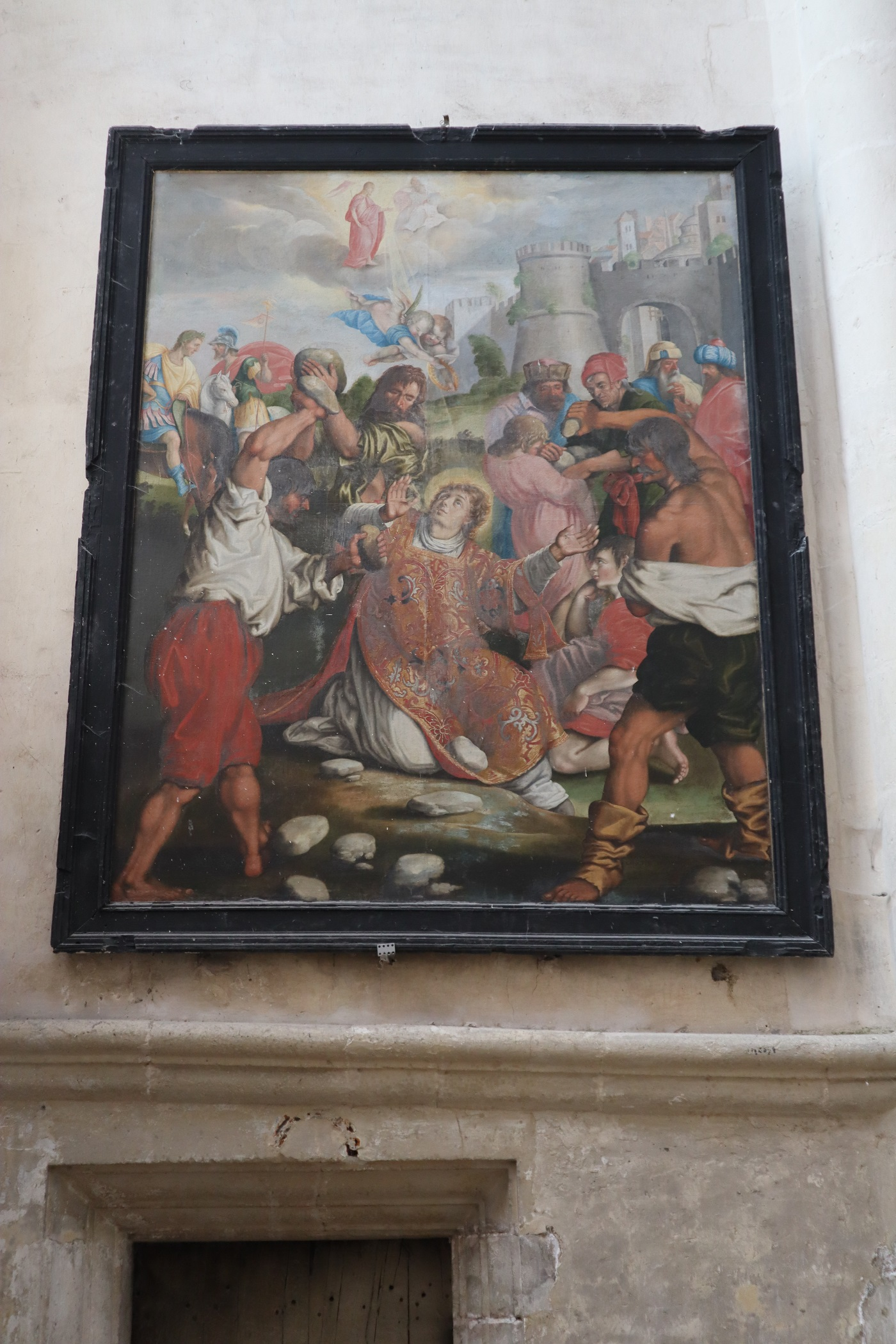
lapidation d'Etienne, XVIIe siècle,
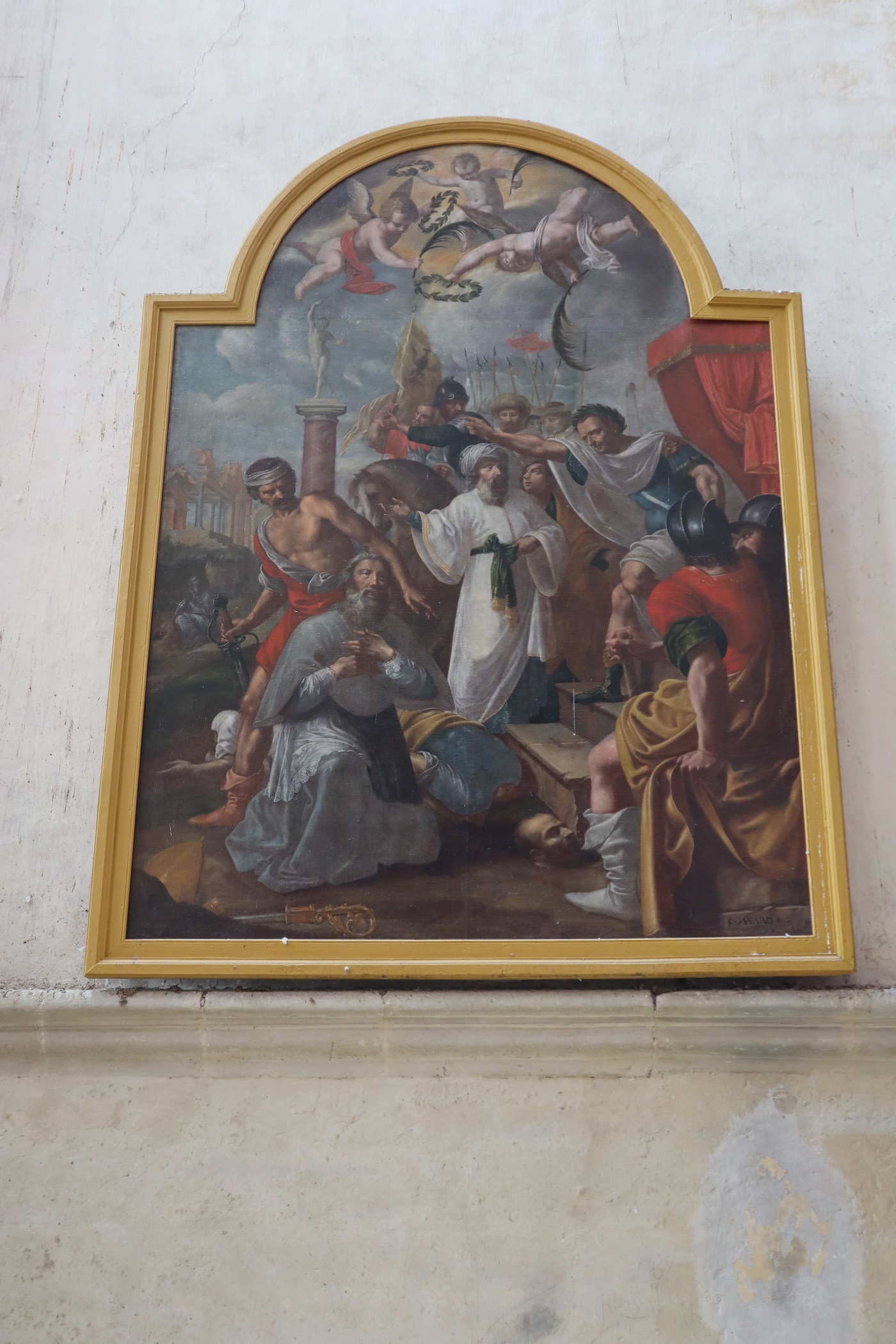
Le martyre de saint Denis, toile par Pierre Cossard, XVIIIe siècle
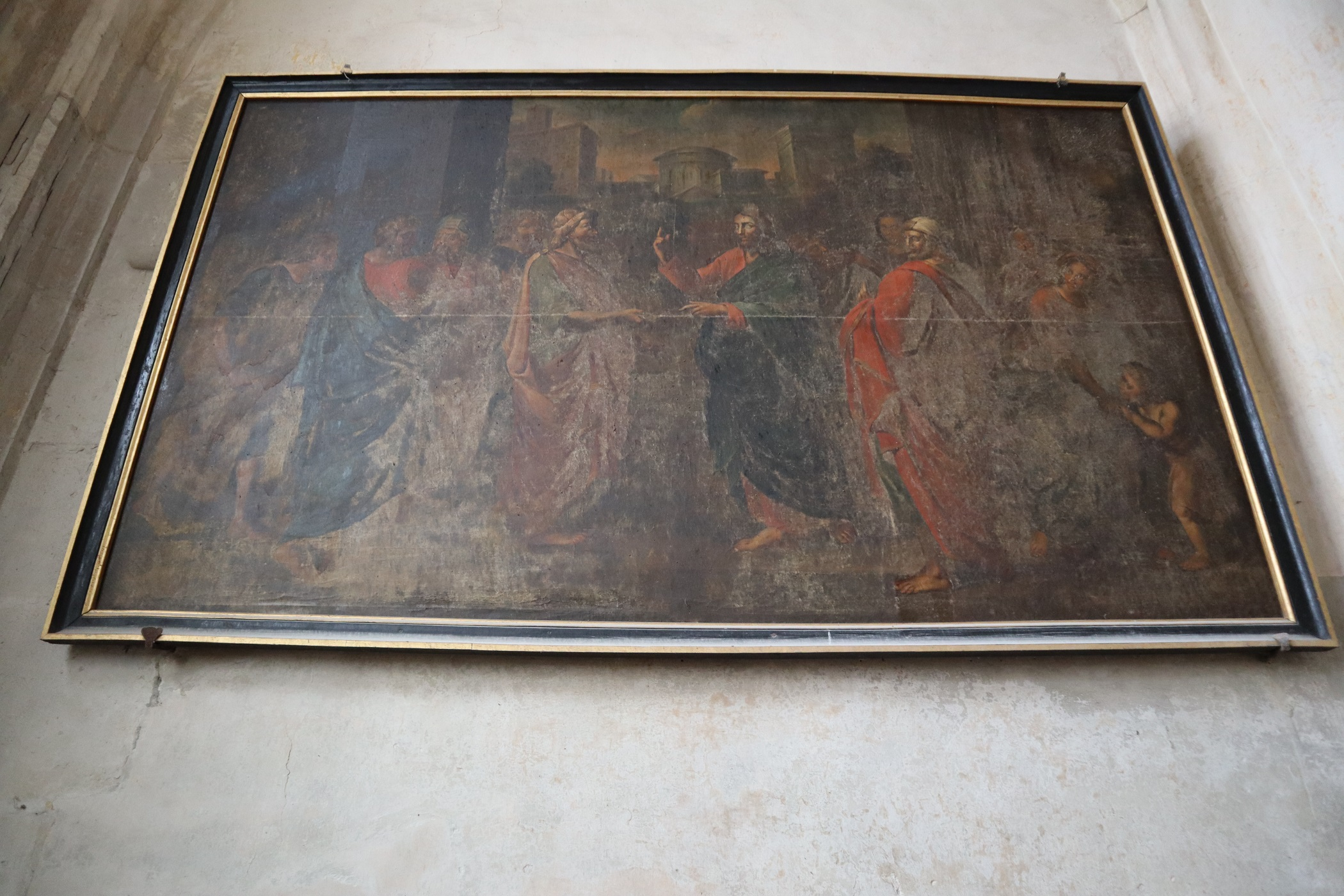
tribu à César XVIIe siècle ; classés.

### Galerie d'images

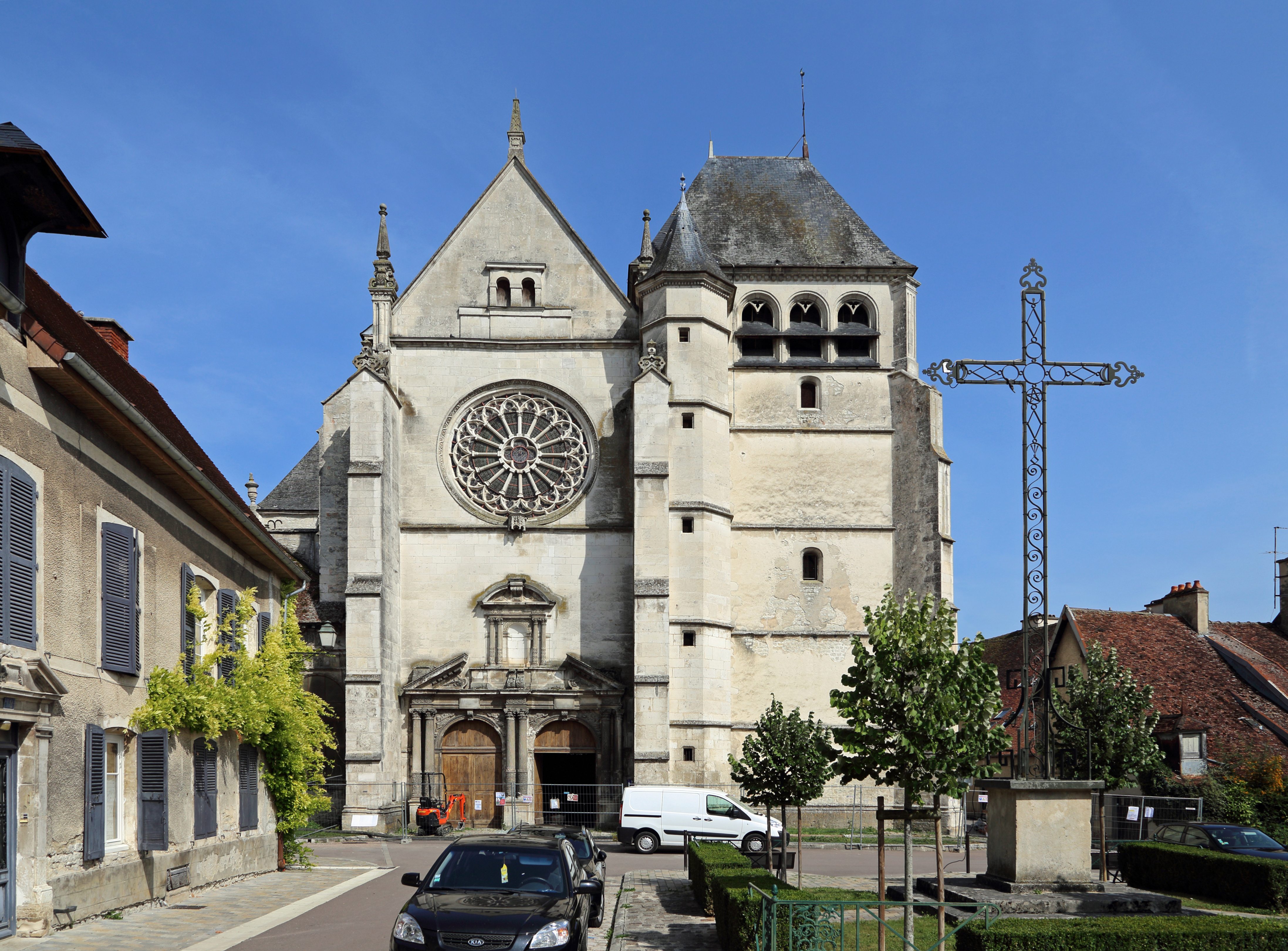
Le portail.
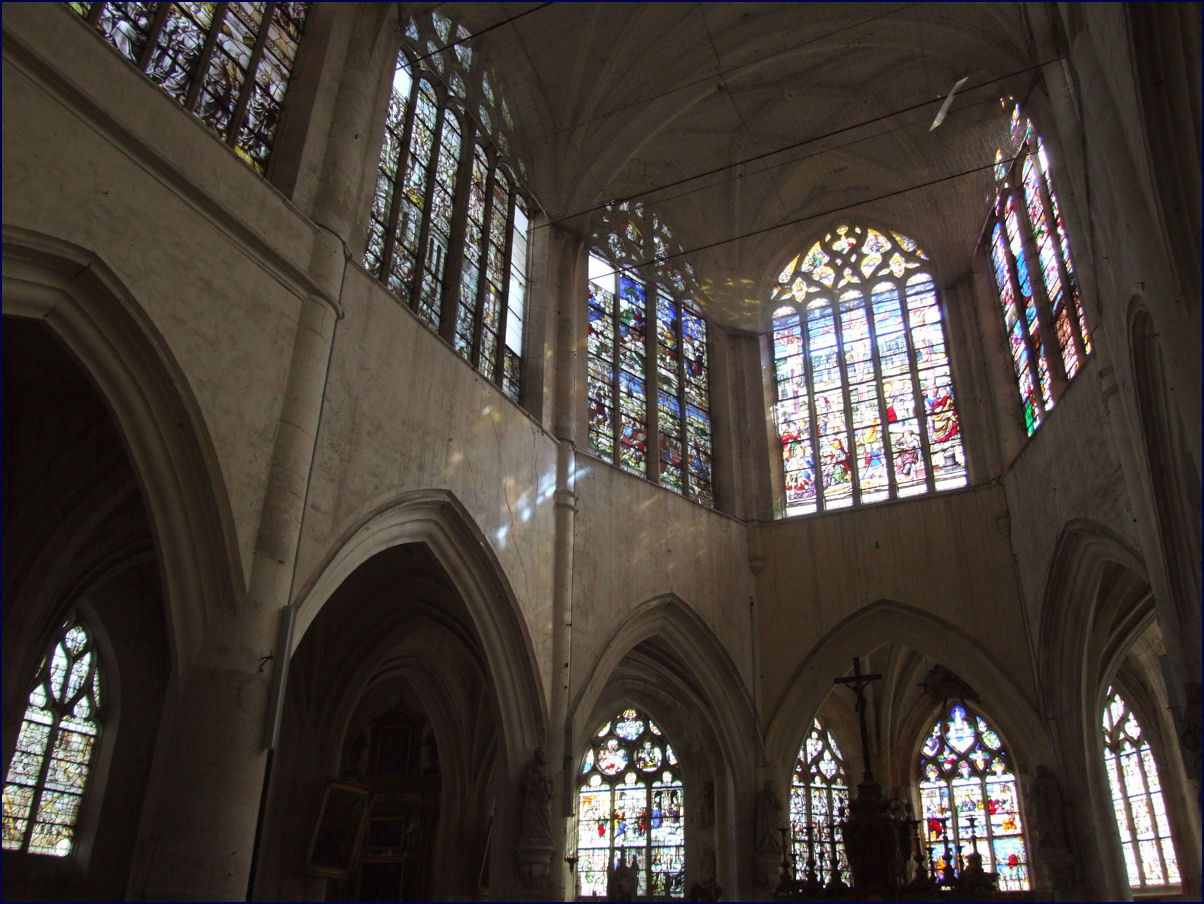
Verrières.
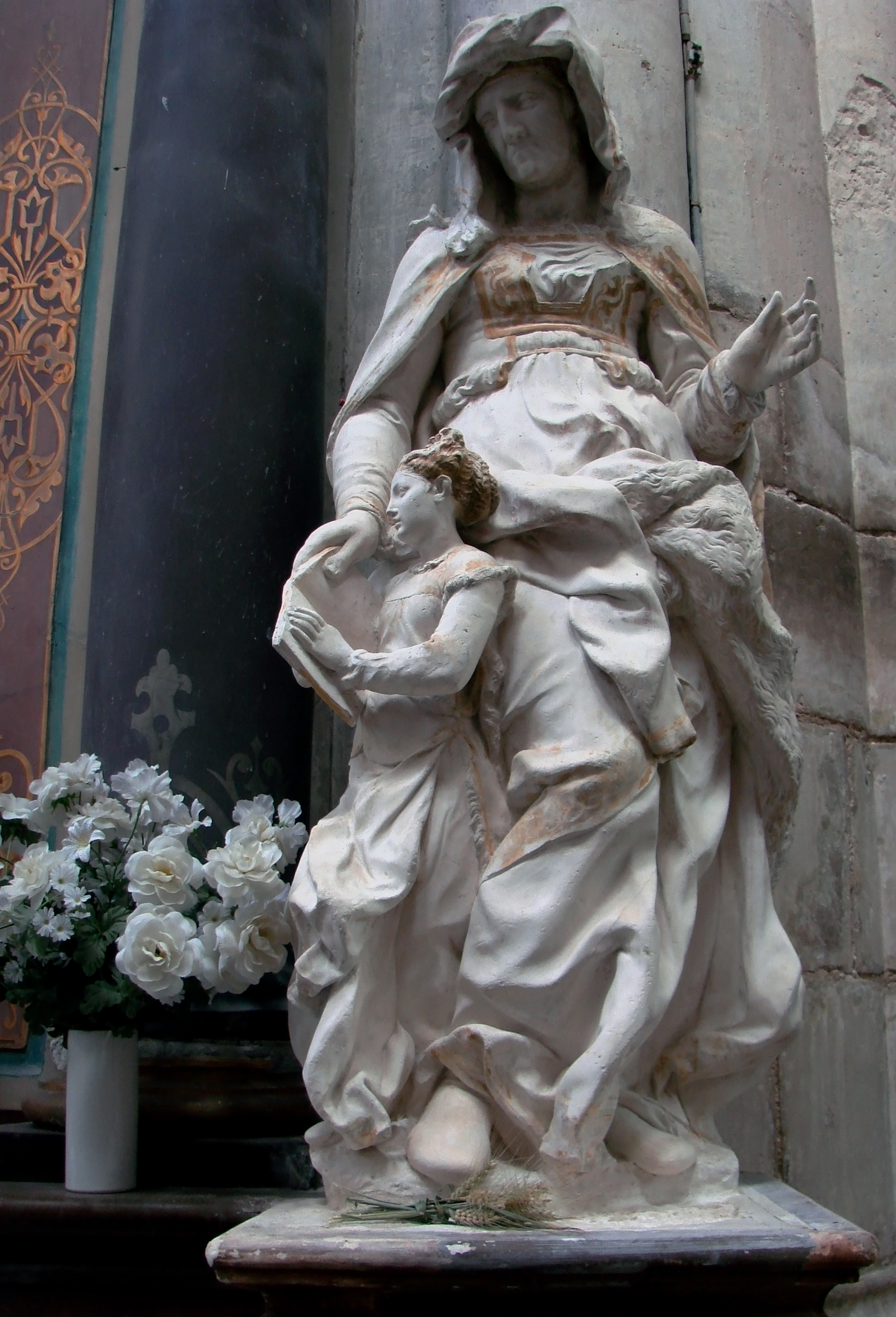
L’éducation de Marie
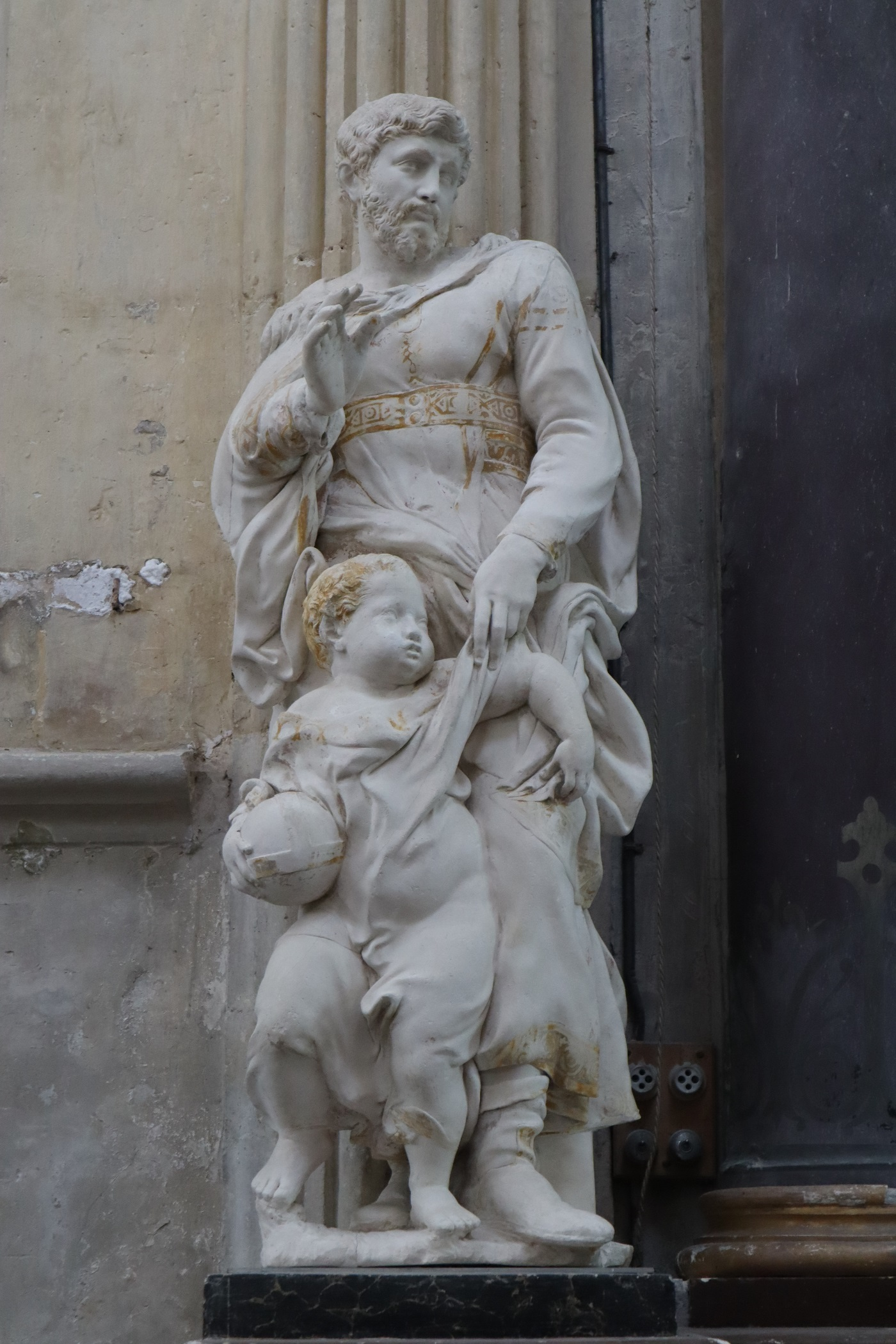
Joseph et Jésus par Domenico del Barbieri.
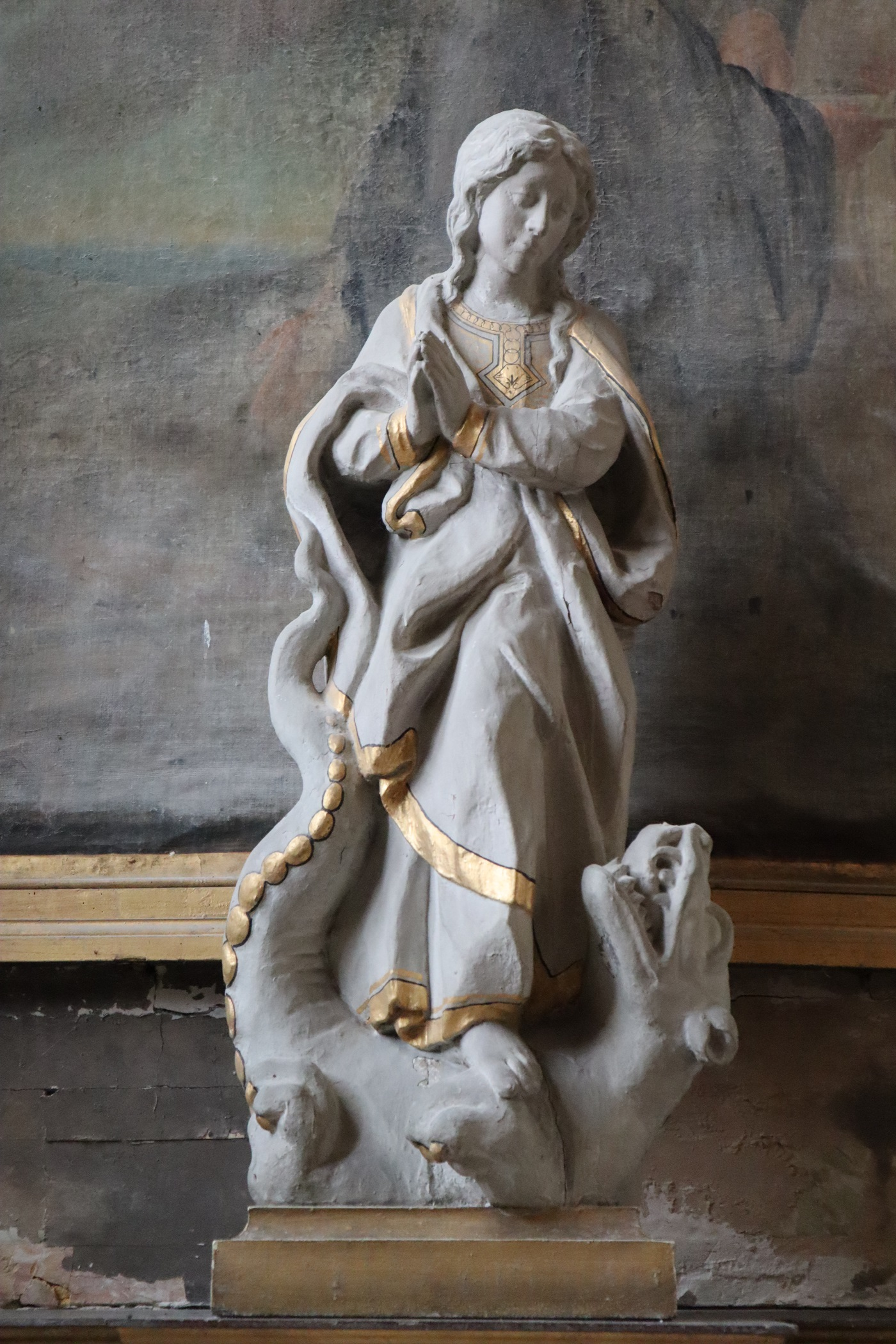
Marguerite terrassant la dragon.
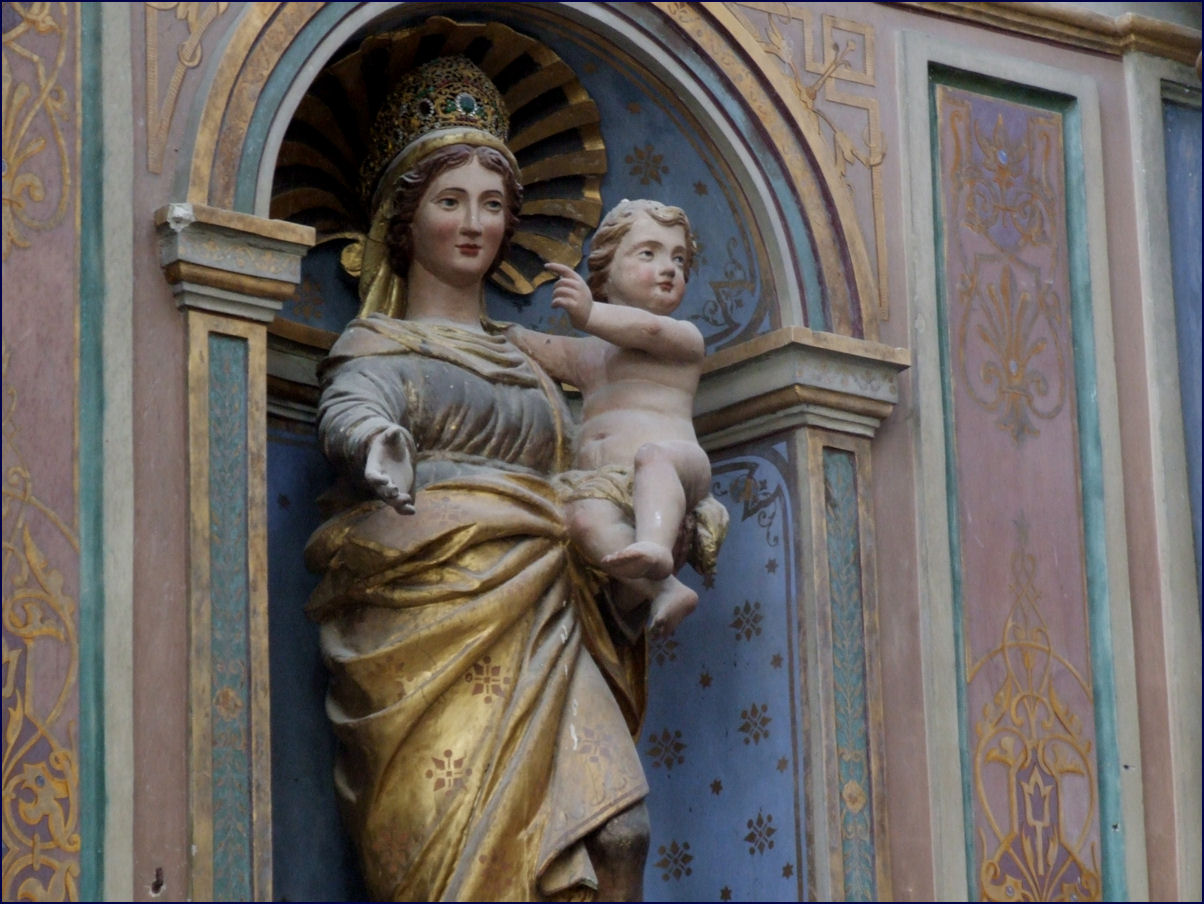

## Mobilier
De nombreux objets ont été inventoriés dans le cadre de la base Palissy.